# Cyclamen africanum
Cyclamen africanum is een plant uit het geslacht Cyclamen die groeit in kreupelhout en rotsspleten in het noorden van Algerije en Tunesië. 

## Kenmerken
De plant lijkt op een grotere versie van Cyclamen hederifolium var. confusum. De bloemen staan op bloemstelen van 10 tot 20 cm hoog. De bladeren die een diameter van 15 cm kunnen hebben, verschijnen na de eerste bloemen.

## Kweek
Cyclamen africanum is niet winterhard en moet dus worden gekweekt in een koude kas. Cyclamen africanum wordt gemakkelijk gekruist met Cyclamen hederifolium en gekweekte exemplaren zijn vaak hybriden van beide soorten (Cyclamen ×hildebrandii O. Schwarz). Cyclamen ×hildebrandii is een sterke en meer winterharde plant en kan op een beschutte plek wel in volle grond worden gekweekt.
... · 
C. abchasicum · 
C. africanum · 
C. alpinum · 
C. balearicum · 
C. cilicium · 
C. colchicum · 
C. coum (Rondbladige cyclaam) · 
C. creticum · 
C. cyprium · 
C. elegans · 
C. graecum · 
C. hederifolium (Napolitaanse cyclaam) · 
C. intaminatum · 
C. libanoticum · 
C. mirabile · 
C. persicum · 
C. pseudibericum · 
C. parviflorum · 
C. purpurascens (Alpenviooltje) · 
C. repandum · 
C. rhodium · 
C. rohlfsianum · 
C. somalense · 
...